# Verkiezingen voor het Europees Parlement 2024/Kandidatenlijst/Piratenpartij-De Groenen
De kandidatenlijst voor de Europese Parlementsverkiezingen 2024 van de lijst Piratenpartij - De Groenen (lijstnummer 20) is na controle door de Kiesraad als volgt vastgesteld:
1. Pontier,  M.A.  (Matthijs) (m),  Amsterdam (Piratenpartij) - 9.426 stemmen
2. Sadloe,  S.  (Saira) (v),  Purmerend (Piratenpartij) - 4.852
3. van Rijn,  M.P.  (Mirjam) (v),  Amsterdam  (De Groenen) - 2.042
4. Ryane,  J.E.  (Jamal) (m),  Amsterdam (De Groenen) - 1.115
5. van Treuren,  M.A.  (Mark) (m),  Schagen (Piratenpartij) - 318
6. van Deijk,  D.D.  (David) (m),  Eindhoven (Piratenpartij) - 455
7. van Blitterswijk,  D.C.J.  (Désirée) (v),  Rotterdam (De Groenen[1]) - 898
8. Brandsma,  W.A.  (Wietze) (m),  Burgum (Piratenpartij) - 344
9. Linnenbank,  A.C.  (André) (m),  Zaandam (Piratenpartij) - 138
10. ter Haar,  O.H.  (Otto) (m),  Utrecht (De Groenen) - 201
11. Wikkeling,  O.M.E.  (Eskild) (m),  Reeuwijk (Piratenpartij) - 110
12. Berendsen,  P.  (Paul) (m),  Amsterdam (De Groenen[1]) - 47
13. van Nes,  T.  (Teunis) (m),  Goes (Piratenpartij[2]) - 132
14. Zimmerman,  H.K.  (Kirsten) (v),  Amsterdam (De Groenen[1]) - 291
15. Linschooten,  C.M.R.  (Madé) (m),  Apeldoorn (Piratenpartij[3]) - 144
16. Musangamfura,  J.A.  (Jean-Aimé) (m),  Amsterdam - 174
17. Darvish-Zadeh,  P.  (Pejman) (m),  Waalre (Piratenpartij) - 96
18. Werner-Wafelman,  L.S.  (Leontien) (v),  Amsterdam (Piratenpartij) - 148
19. Visser,  R.J.L.  (Rob) (m),  Rotterdam (De Groenen) - 151
20. Yadegari,  S.  (Sepehr) (m),  Zaandam (Piratenpartij[4]) - 100
21. Feitsma,  T.T.  (Tjerk) (m),  Amstelveen (Piratenpartij) - 63
22. Bouma,  E.  (Edy) (m),  Ede (Piratenpartij) - 94
23. El Hajoui,  N.  (Nabille) (m),  Amsterdam (Piratenpartij[4]) - 214
24. Pot,  A.A.M.  (Angeline) (v),  Den Helder (Piratenpartij) - 219
25. Plesa,  B.  (Branislav) (m),  Amsterdam (Piratenpartij[4]) - 34
26. Hallegraeff,  D.S.  (Dylan) (m),  's-Gravenhage (Piratenpartij[5]) - 93
27. Abendroth,  A.M.  (Astrid) (v),  Amsterdam (Piratenpartij[4]) - 69
28. Schrama,  D.D.  (Dmitri) (m),  Utrecht (Piratenpartij) - 47
29. Russchenberg,  S.  (Steven) (m),  Rijnsburg (Piratenpartij) - 29
30. Braun,  P.W.  (Peter) (m),  Kerkrade (Piratenpartij) - 160
31. Bresser,  A.C.  (Arjan) (m),  Nijmegen (Piratenpartij) - 142
32. Freriks,  P.J.M.  (Paul) (m),  Zevenaar (De Groenen[6]) - 83
33. Dekkers,  S.A.P.  (Stefan) (m),  Roosendaal (Piratenpartij) - 75
34. Kemmink,  P.J.  (Peter) (m),  Lelystad (De Groenen) - 53
35. van der Velde,  V.C.  (Vincent) (m),  Texel  (Piratenpartij[4]) - 128
36. de Bruijn,  A.  (Anne) (m),  Hellevoetsluis (Piratenpartij) - 99
37. Bakkers,  T.F.M.  (Tom) (m),  Amsterdam (De Groenen) - 29
38. van Gelderen,  J.J.  (Jaap) (m),  Zeist (De Groenen[1]) - 48
39. van Breemen,  A.J.J.  (Auke) (m),  Nijmegen (Piratenpartij) - 84
40. Pontier,  G.P.  (Goof) (m),  Doetinchem (Piratenpartij[7]) - 155
41. baron van Till,  J.W.J.  (Jaap) (m),  Rhenen (Piratenpartij[8]) - 156
42. Blaak,  M.G.M.H.  (Metje) (v),  Amsterdam  (Piratenpartij) - 508

GROENLINKS / Partij van de Arbeid (PvdA) ·
VVD · 
CDA - Europese Volkspartij · 
Forum voor Democratie ·
D66 ·
Partij voor de Dieren ·
50PLUS ·
PVV (Partij voor de Vrijheid) ·
JA21 ·
NL PLAN EU  ·
ChristenUnie ·
Staatkundig Gereformeerde Partij (SGP) ·
BBB ·
Meer Directe Democratie ·
SP (Socialistische Partij) ·
vandeRegio ·
Volt Nederland ·
Belang Van Nederland (BVNL) ·
NSC ·
Piratenpartij - De Groenen ·